# Metilmalonska kiselina
Metilmalonska kiselina (MMA) je dikarboksilna kiselina koja je C-metilisani derivat malonata. 
Forma metilmalonske kiseline vezana za koenzim A, metilmalonil-, se konvertuje u sukcinil-CoA posredstvom metilmalonil-CoA mutaze, u reakciji za koji je neophodan vitamin B12 kao kofaktor. Na taj način, metilmalonska kiselina ulazu u Krebsov ciklus.

## Patologija
Povišeni novoi metilmalonske kiseline mogu da indiciraju deficijenciju vitamina B12. Taj test je senzitivan (obolele osobe skoro uvek imaju pozitivan test), ali nije dovoljno specifičan (oni koji imaju pozitivan test nisu uvek bolesni). MMA je povišena kod 90-98% pacijenata sa B12 deficijencijom.
Kada su povišeni nivoi metilmalonske kiseline praćeni sa povišenim nivoima malonske kiseline, to može upućivati na često neprepoznatu metaboličku bolest kombiniranu malonsku i metilmalonsku aciduriju (CMAMMA). Računanjem odnosa malonske kiseline i metilmalonske kiseline u krvnoj plazmi može se razlikovati CMAMMA od klasične metilmalonske acidemije.
MMA koncentracije u krvi se određuju gasnom hromatografijom masenom spektrometrijom. Očekivane vrednosti kod zdravih osoba su između 73-271 nmol/L.